# Associazione Arma Aeronautica

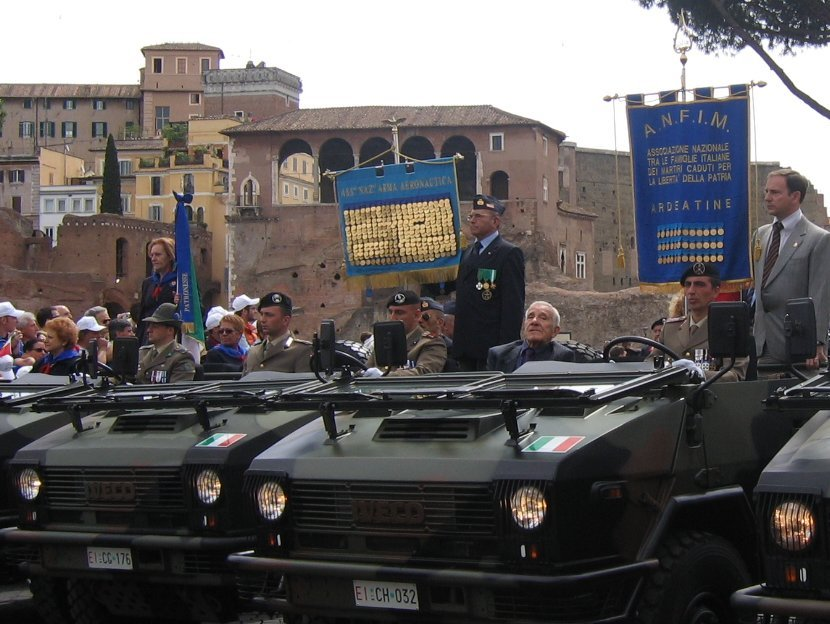
Al centro, il labaro nazionale della Associazione Arma Aeronautica, ripreso durante la sfilata per la festa della Repubblica il 2 giugno 2006

L'Associazione Arma Aeronautica (in sigla: AAA) è un sodalizio che riunisce i militari in congedo e in servizio dell'Aeronautica Militare italiana, ma è aperta anche ai civili e più in generale ai simpatizzanti del volo, per fini è identica all'Associazione nazionale alpini e all'Associazione nazionale marinai d'Italia solo che invece che trattare di storia e tradizioni alpine o marinaresche si concentra sull'area dell'aeronautica militare.
Creata con lo scopo di preservare e tramandare la cultura aeronautica italiana, venne fondata a Torino il 29 febbraio 1952 e venne eretta ente morale con il DPR n.575 del 1955.
La sede nazionale è a Roma, ma sono presenti sedi distaccate in tutta Italia e in molti paesi esteri.
L'Associazione è costituita da circa 250 sezioni locali e da nuclei. Per ogni sezione è eletto un presidente ed un consiglio direttivo da parte dei soci riuniti in assemblea. Tali nomine restano in carica quattro anni.
Fra le varie attività, sono previste almeno due visite di aggiornamento presso gli aeroporti o installazioni dell'Aeronautica Militare e suoi istituti, nonché visite presso i vari enti navali della Marina Militare o installazioni dell'Esercito Italiano.
L'Associazione arma aeronautica fa parte del Consiglio nazionale permanente delle associazioni d'arma, denominato ASSOARMA.